# 香港巴士
巴士是香港主要公共交通工具之一。

## 專營巴士服務
香港共有四間公司提供私營專利（專營）巴士服務；香港政府對巴士公司有相當程度的規管，包括巴士路線的定價。
九龍巴士（一九三三）有限公司（九巴）
主要服務範圍包括九龍及新界區。九巴是全港最大的巴士公司，與龍運巴士及非專營陽光巴士同屬載通國際旗下。
龍運巴士有限公司（龍運）
主要服務東涌、迪士尼樂園及機場來往新界區（將軍澳除外）的路線。與九巴及非專營陽光巴士同屬載通國際旗下。
城巴有限公司（城巴）
主要服務範圍為香港島，亦包括屯門54區，啟德新發展區等。除此之外，城巴亦經營非專利巴士路線。城巴是全港服務範圍最廣的巴士公司，屬匯達交通服務旗下。
新大嶼山巴士（1973）有限公司（嶼巴）
主要服務範圍為大嶼山。除此之外，嶼巴亦經營深圳灣口岸路線，屬冠忠巴士集團旗下。
香港專營巴士線擁有固定路線、收費、服務時間及班次。經營者受政府監管，並豁免繳納汽油稅。市區路線多以雙層巴士行走，成為香港特色之一。乘客於上車時需先繳付車資，而所有專營巴士均接受八達通付款。大部分路線由單一公司經營，部分路線（例如海底隧道路線、部份北大嶼山路線（R8、S1）等）由多於一間巴士公司聯合經營。
政府允許巴士公司進行與巴士有關的商業活動，藉此開拓非票價收入來源，例如於巴士車身張貼廣告。政府於2001年中進行專營巴士於玻璃窗張貼廣告試驗計劃，並於2005年1月1日正式批准專營巴士車隊中50%的車輛在車窗張貼廣告。有些專營巴士公司亦在車上播放視聽節目，這亦可用作播放廣告，藉此賺取非票價收入。除增加非車費收入，政府亦鼓勵專營巴士公司實行減低經營成本措施，例如在適當情況下外判服務、提高巴士網絡運作效率及與姊妺公司共用設施。

### 已結束營運
中華汽車有限公司（中巴）
於1998年9月1日結束專營巴士服務，由新巴接替。
新世界第一巴士有限公司（新巴）
於1998年9月1日接替中巴，2023年7月1日併入城巴。

## 非專營巴士服務

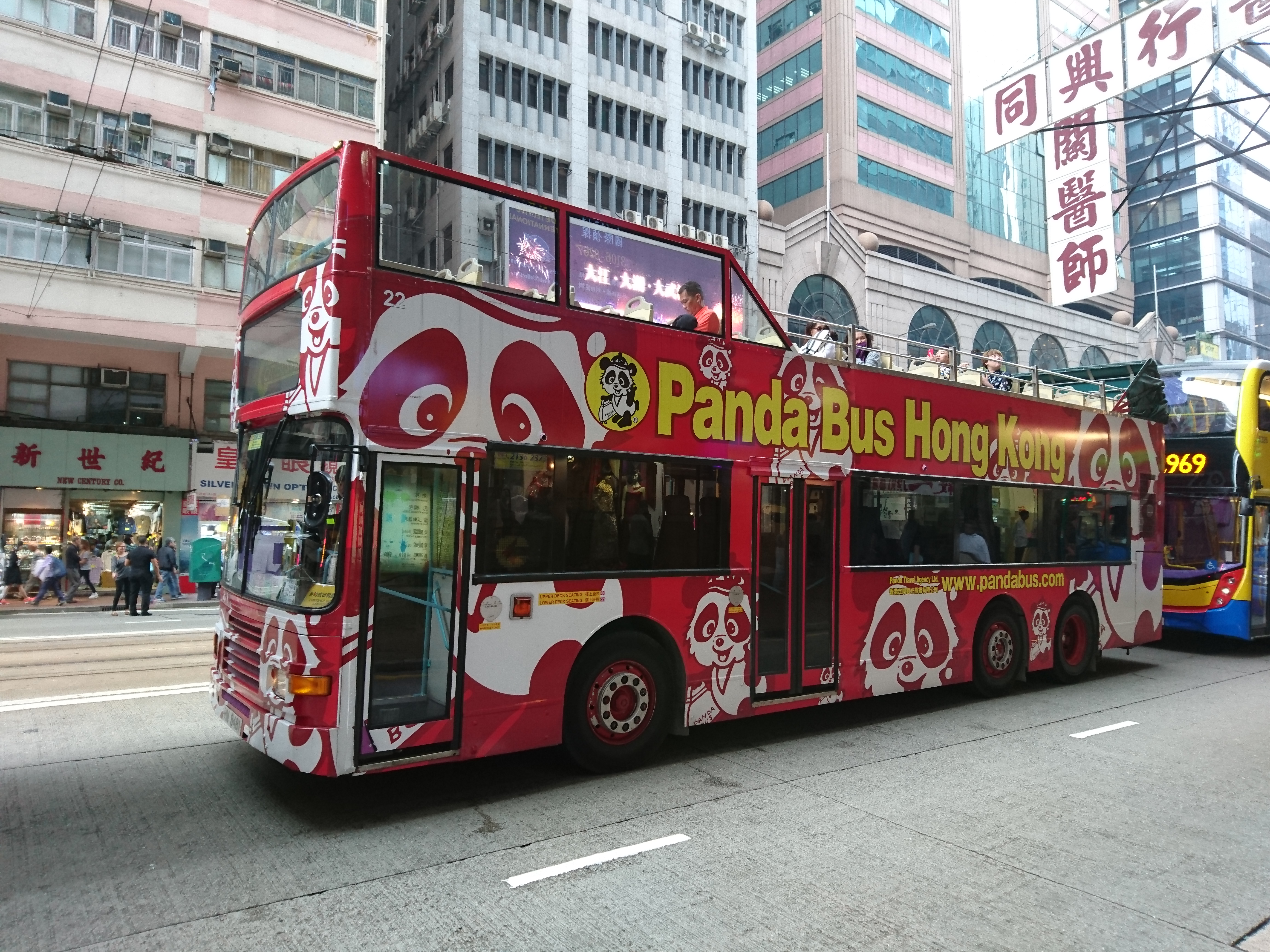
一輛接載遊客的開篷雙層巴士

香港的非專營巴士服務，由不同的私營巴士公司所提供。主要為紓緩市民主要在繁忙時間對專營巴士和專線小巴服務的需求，及在一些專營巴士和專線小巴行走並不符合營運效益的地區提供服務，應付乘客需求。根據運輸署公佈，截至2021年5月31日，已登記的非專營公共巴士共有7,144輛。
2020年非專營巴士整體使用率約為53.3%。 非專營巴士大致上分開以下類別：
遊覽服務（A01）
俗稱「旅遊巴」，主要接載旅客往返旅遊地點。
酒店服務（A02）
由酒店開辦或與巴士公司聯營，接載酒店顧客往返酒店。
學生服務（A03）
俗稱「校巴」，由學校開辦或與巴士公司聯營，接載學生往返學校。
僱員服務（A04）
由個別機構開辦或與巴士公司聯營，接載員工上下班。
國際乘客服務（A05）
俗稱「班車」/「跑狗」接載旅客往返各個口岸/跨境服務。
居民服務（A06）
俗稱「邨巴」，主要提供在上下班繁忙時間，作連接新界新市鎮及市區的長距離旅程的輔助接駁服務；或由屋苑或其管理公司與巴士公司聯營，主要接載乘客由其居住屋苑往返主要交通交匯處。
複合交通服務（A07）
乃一特別類別，雖在法例上有定義，但並未有非專營巴士以此類牌照營運。
合約式出租服務（A08）
俗稱「包車」，以合約形式出租，提供巴士服務。
港鐵巴士（A10）
港府於八十年代中期決定於新界西北區興建輕便鐵路（今輕鐵），為了讓這條鐵路不用面對其他交通公具的直接競爭，政府同時賦予九鐵在該區內有獨家經營權，由此九鐵巴士亦曾擁有新界西北區的地區專營權。不過，兩鐵合併下的港鐵巴士，則沒有繼承九鐵巴士的專營權，故此港鐵巴士屬非專營巴士服務，其牌照類別為A10。
港鐵接駁巴士（A13）
港鐵接駁巴士的前身，即九鐵巴士所經營的東鐵接駁巴士路線，一直屬非專利巴士服務，其牌照類別為A13，並由九龍巴士公司以特許營運港鐵公司的巴士車隊方式提供服務。
九鐵巴士為唯一一間由港府擁有的巴士公司，原因是九鐵由香港政府全資擁有，但港府對於港鐵則只是大股東；港鐵巴士及港鐵接駁巴士的非專營巴士牌照均不作公開申請。

## 公共小型巴士服務
香港的小巴（公共小型巴士）是載客量為16或19人的空調客運車輛，以作為巴士和鐵路的輔助及接駁交通工具。根據現時法例規定，現時香港只可有4,350輛小巴營運。按服務性質可細分為2種：紅色公共小巴和綠色專線小巴。
其他指定服務以外的公共小型巴士服務，例如在1980年代中期曾經在香港島學校區出現的褓姆車服務，都是非法的。

## 歷史
香港早在第二次世界大戰前已有公共巴士行走，在1920年代，香港有多間巴士公司，包括九龍的九龍汽車公司（以下簡稱九巴）、啟德汽車公司、中華汽車公司（以下簡稱中巴），香港島的香港大酒店、香港仔街坊福利會等等。

### 戰前的香港巴士
1933年6月11日，政府實行地區專利權，香港島路線由中巴營辦，九龍及新界路線則由九巴營辦。
1941年，日本入侵香港，由於燃料短缺，香港的巴士服務於該段時間曾經一度陷入癱瘓，只有少部份路線服務。戰後不少巴士都被舊日本帝國軍隊破壞或徵用，巴士公司惟有使用改裝車輛行駛。

### 香港巴士的黃金歲月
1949年，九巴把當時新購入的4輛丹拿A型雙層巴士派往1號線行走，這4輛巴士成為香港首批雙層巴士（其中車牌為4961的巴士更被九巴保留至今，現存於沙田車廠），也為日後雙層巴士的普及化打好基礎。
1953年9月，九巴在新界各處設置巴士站。
隨著香港人口的增長，當時香港2大巴士公司九巴及中巴不斷從英國購入雙層巴士，在1960年，往來荃灣市區與九龍佐敦道碼頭的16B路線加入雙層巴士行走，這線也是新界首條採用雙層巴士的路線。1962年，中巴亦購入雙層巴士。
可惜好景不常，1967年，香港發生暴動，巴士公司因人手不足的關係被逼暫停營運旗下路線（部分路線在六七暴動後並沒有繼續行駛）。

### 新市鎮開發，提高巴士重要性
暴動過後，香港巴士服務在1968年已大致回復正常。同時，香港的兩大衛星城市——荃灣及觀塘亦已發展成熟，有見及此，九巴在1968年5月9日開辦往來荃灣市區及觀塘的40號線。
可是好景不常，正因暴動時巴士服務癱瘓的關係，結果卻讓白牌車（即是日後的綠色專線小巴及紅色公共小巴）地位提高。

### 一人控制與過海巴士

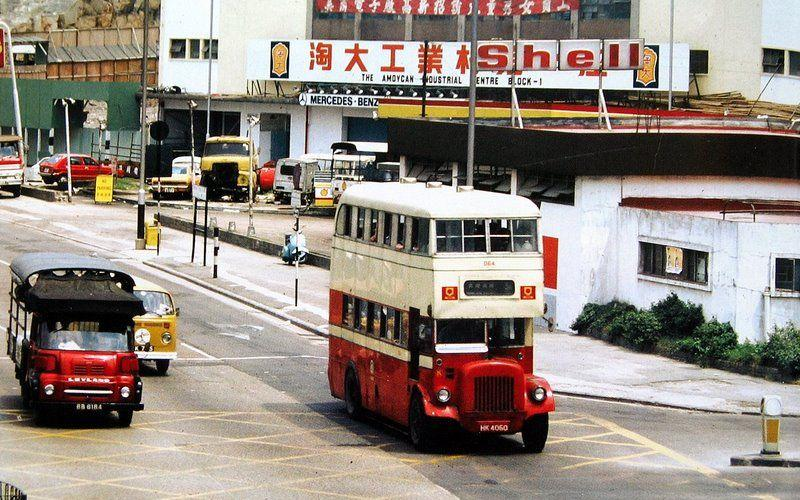
九巴車頭牌箱兩旁投幣標貼示意乘客需於前門上車，並須自備輔幣繳付車資（攝於1970年代）

過去，除了司機外，香港巴士一般都設有司閘員及售票員，早在1960年代，九巴已淘汰司閘員，並為巴士安裝自動閘門。首條實行「一人售票模式」的路線為行走尖沙咀與蘇屋的2號線。巴士車頭及車身前方位置髹上三條橙黃色的線條（俗稱「三劃黃」）以識別該巴士由2至3名售票員，改為只有1名售票員。1971年，中巴試行一人控制管理辦法，乘客上車後需把車費投進錢箱。
1972年8月，香港首條過海隧道——紅磡海底隧道通車。九巴及中巴開辦3條過海隧道巴士路線，它們分別是：
- 101，由觀塘（裕民坊）前往堅尼地城。
- 102，由荔枝角大橋（今美孚巴士總站）前往筲箕灣。
- 103，由橫頭磡前往蒲飛路。

由於當時英國出現巴士車廠工潮，香港巴士出現求過於供的現象，在1972年9月1日前，103號路線是由九巴獨自營辦。
當時過海巴士的車費為$1，過隧道後為$0.5。而往來荃灣與觀塘的40號線收費則為全程過海巴士的20%（即$0.2）。
1973年，九巴及中巴自英國引入丹拿珍寶雙層巴士，這是香港首款全駕駛艙雙層巴士。

### 豪華巴士、三軸巴士與空調巴士的興起
早在1970年代，香港已經有豪華巴士，當時豪華巴士運行於往來機場與市區的200及201號路線，此外巴士公司為鼓勵中產階級使用巴士出入，更開辦不少往來大型屋苑與市中心的巴士路線（例如往來美孚新邨與尖沙咀的206號巴士），雖然這些豪華巴士不設空調，但它們有高背椅，相對於當時流行的玻璃纖維座椅，這些高背椅巴士便顯得十分豪華。
1980年，九巴引入勝利二型及丹尼士祖比倫空調巴士各一輛，但最後卻因試驗失敗而改裝為非空調巴士繼續服役。
1981年，九巴及中巴分別向英國都城嘉慕巴士廠購入3軸都城嘉慕12米巴士，這是香港3軸巴士的元祖，又是12米巴士的始祖。自此之後，3軸巴士成為香港巴士的最大特色。
1984年，當時以中港直通巴士為主的城巴率先購入12米雙層空調巴士，這就是香港首輛後置引擎雙層空調巴士，同年，跑馬地發生交通意外。
1985年，九巴為取代年事已高的豪華巴士，特地購入丹尼士獵鷹巴士行走豪華巴士路線；同年，地下鐵路港島綫通車，結果導致中華巴士載客量大幅減少。
1987年，九巴引入一部都城嘉慕11M空調巴士，由於這部巴士以波箱推動空調機，令波箱過度損耗，最後改裝為非空調巴士繼續服役。另外九巴亦購入豐田Coaster型24座位空調小巴，主力行走沿途路窄多彎的90號線、290線（調景嶺至彩虹）及部份豪華巴士路線。
1988年6月，一輛九巴雙層空調巴士（利蘭奧林比安，AL1，車牌DX2437）以試驗形式行走於往來美孚新邨及尖沙咀的6號巴士線，自此之後中巴和九巴便開始大量購入雙層空調巴士。但首條正式以雙層空調巴士為用車的路線並不是6號線，而是往來元朗東及佐敦道碼頭的68X線，後者於1990年12月開始以雙層空調巴士為部份用車。
1989年，東區海底隧道通車，中巴、城巴和九龍巴士分別於1988、1989、1994、1997開辦601、603、606、619和671路線，同年，中巴發生工潮。
1991年，大老山隧道通車，香港四家巴士公司開辦多條新界東往來東九龍和港島巴士路線，同年城巴接辦原來之12A中斷中華巴士在1923年建立以來近70年的壟斷局面。
1993年9月1日，中巴其中26條路線的經營權被政府收回，路線改由城巴營運。
城巴於1995年9月1日再取得中巴14條路線的經營權，同年，山頂發生中華巴士脫班事件，事件成為中巴在1998年下半年喪失專利權之導火線。
自1995年起，繼九巴購入最後一批富豪奧林比安11M非空調巴士後，各巴士公司已不再購入非空調巴士。
2012年，九巴所有非空調巴士退役，亦象徵著非空調巴士時代的結束。

### 超低地台巴士的普及化及中巴時代的終結
1996年，城巴購入多輛富豪B6LE超低地台巴士，它們是香港首批超低地台巴士。同年，九巴購入丹尼士飛鏢單層超低地台巴士，並將之派往60M（屯門站 ↔ 荃灣站）、88K（顯徑 ↔ 駿景園）等線行走。
1997年11月17日，九巴購入的首輛丹尼士三叉戟型雙層超低地台巴士投入服務。
1997年，九巴和城巴正式引入八達通收費模式，然而中巴拒絕引入；同年，西區海底隧道通車。
1998年2月17日，政府宣佈不續發專營權予中華汽車有限公司（中巴），十多條路線將由城巴和九巴接辦，其餘所有88條路線則公開招標；同年3月31日，政府宣佈由新世界第一巴士（新巴）投得接辦該88條路線。9月1日凌晨，中巴專營權正式結束，城巴及新巴順利接棒，同年5及7月，大欖隧道及新香港國際機場啟用。
2003年，新世界第一巴士母公司周大福收購城巴，使香港島巴士10年的競爭終結。
2003年7月10日，香港一輛行走麗瑤邨至天恆邨之九龍巴士265M線雙層巴士在早上於屯門公路往落馬洲方向被貨櫃車推至橋邊，不久即墮下數十米山坡，車長及20名乘客死亡，20名乘客受傷，成為香港史上最多人死亡的車禍。（參見：屯門公路雙層巴士墮坡事故）
2005年8月，全球首部以同一引擎推動空調系統與驅動系統的雙層空調巴士（利蘭奧林比安，AL1，車牌DX2437）退役，之後被九巴收藏。
2015年9月，全港首部雙層超低地台巴士（丹尼士三叉戟，ATR1，車牌HJ2127）退役，之後被九巴收藏。

### 歐盟四型巴士
2006年，九巴引入兩部附合歐盟4型廢氣排放標準的新款特低地台巴士，其生產商來自瑞典的富豪和英國的亞歷山大丹尼士。
2007年1月，為配合法例的要求，新創建分別為新巴及城巴訂購18部及10部配歐盟4型廢氣排放標準的巴士（其生產商為亞歷山大丹尼士）。九廣鐵路公司亦宣佈購買11輛11.3米Enviro 200 Dart單層巴士（車隊編號為901-911），用以取代車齡已接近17年的三菱MK117J單層巴士（車隊編號為301-311），並隨著兩鐵合併全數租予港鐵公司使用，使港鐵成為香港首間使用這款巴士的公共運輸機構。同年年中，嶼巴購入的5部歐盟4型高地台巴士抵港。
2008年，九巴引入20部來自瑞典的世冠巴士，同年新巴及城巴再引入38部歐盟4型的巴士（其生產商為亞歷山大丹尼士）。
2009年，九巴引入30部來自瑞典的世冠巴士，並繼續引入英國亞歷山大丹尼士及瑞典之富豪巴士。

### 歐盟五型巴士
2010年，九巴宣佈購入30輛10.4米Enviro 200 Dart單層巴士（車隊編號以AAU開頭），選用Lazzerini Pratico 2840座椅及EEV標準的康明斯引擎，載客量62人（28座位及34企位）。
2009年，九巴將一部原本符合歐盟4型廢氣排放標準的新款特低地台巴士改裝成一部附合歐盟5型廢氣排放標準的新款特低地台巴士。
2009年，城巴、九巴引入全港首批Enviro 400空調兩軸巴士，九巴於當天隨即發出新聞稿宣佈該公司「率先」引入Enviro400，並指該車型「結合最先進科技，全面提升環保、安全與車廂佈局的歐盟第五代兩軸雙層空調環保巴士，為香港的巴士發展里程揭開新一頁」。城巴於2010年2月8日首航117線，比高調宣傳的九巴更早投入服務。
港鐵巴士在2011年初訂購9輛Enviro 400。截至2012年香港已經有119架Enviro 400。
2009年6月，九巴再訂購46輛配備歐盟4型引擎的Enviro 500，因為有20輛轉讓予同集團的龍運，成為龍運的8411至8430，所以新車數目由46輛減至26輛。巴士的規格與上一批巴士相若，但改用新款路訊通顯示器組件（巴士迷俗稱底褲），ATEU17起改配Lazzerini座椅及Voith波箱，分配給九巴的首輛已於2010年5月15日付運，並於同年6月中投入服務。
2010年，九巴引入175部符合歐盟五型廢氣排放標準的富豪低地台巴士。
2012年，九巴加訂Enviro 200 Dart單層巴士，新車配置了Hanover發光二極管（LED）橙色電子顯示屏、由上海凱倫電子提供的新型自動報站系統，以及Vogelsitze座椅，用來取代將會退役的1996年丹尼士飛鏢「易搭巴士」。該批Enviro 200 Dart單層巴士車長10.5米，但改用單門設計。

### 非空調巴士全面退役
2012年5月8日，全港最後一批非空調巴士完成歷史任務，最後一批九巴非空調巴士有兩種型號，包括丹尼士巨龍11米及富豪奧林比安11米，分別於1986年及1994年起引入香港，全盛時期分別有369部及30部。這些非空調巴士（人們稱為熱狗巴士）曾經是上世紀90年代九巴車隊的主力，每天接載不少市民上班上學，見證著香港巴士服務的轉變和進步。這些巴士的特點包括紅色車頂、奶黃色車身、褐色的座椅、可開關的車窗，司機位的風扇及下層車尾的車窗等。
2012年5月9日，九巴的所有巴士路線全面更改為提供具有空調系統的巴士服務，服役了63年的非空調巴士正式結束服務。
2023年7月1日，新城兩巴合併，統一以城巴繼續服務。

## 配額制度
在《鐵路發展策略2000》中，香港政府開始實行「以鐵路為骨幹」的政策，政策的一部分為訂立「專營巴士車輛數目的上限」及「繁忙道路巴士流量限制」，在巴士迷界中存在很大爭議。

## 圖片

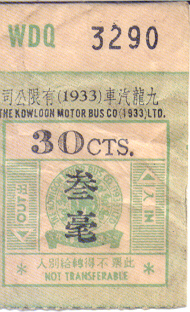
1950年代的九巴車票
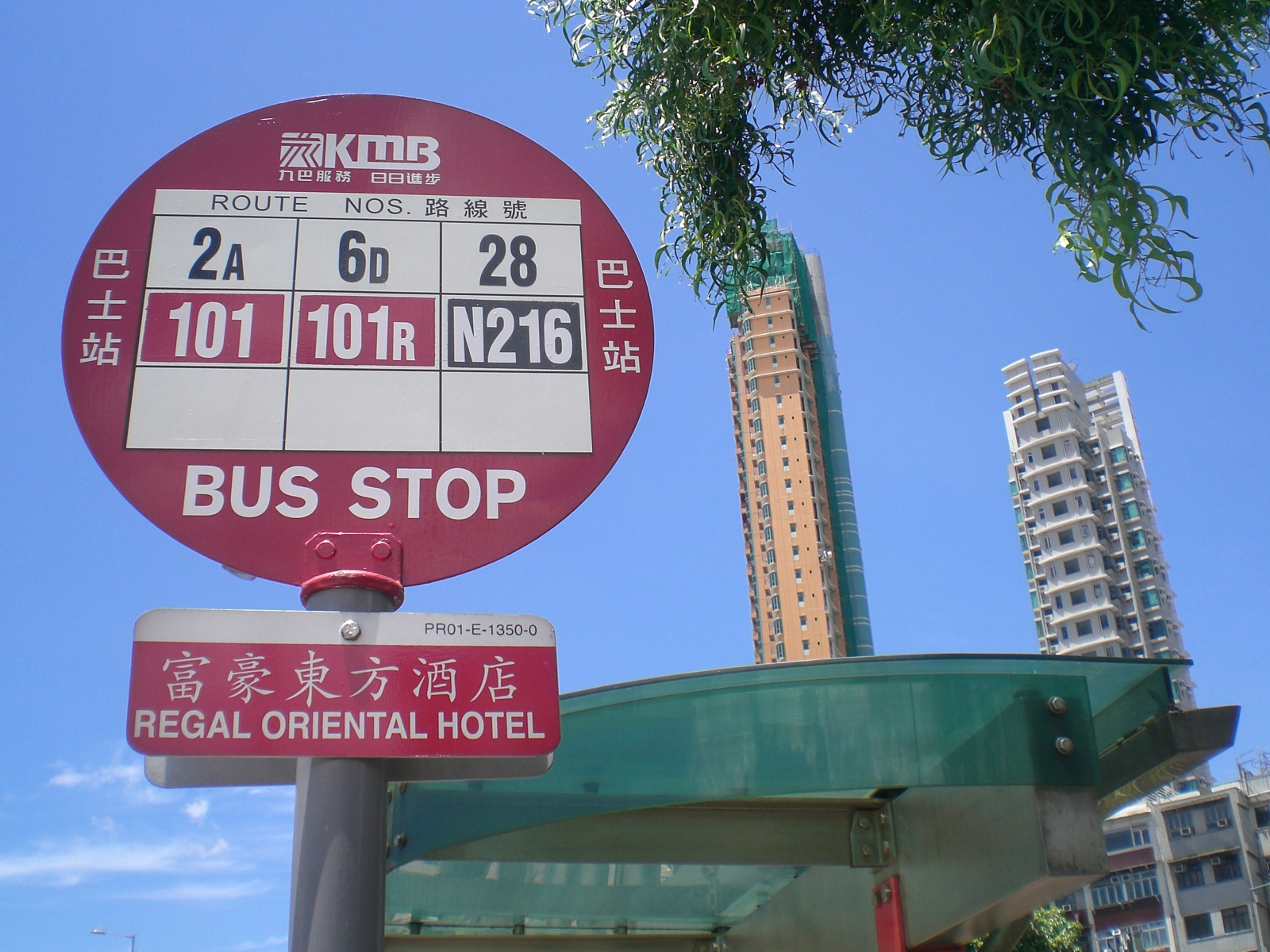
九巴的巴士站站牌
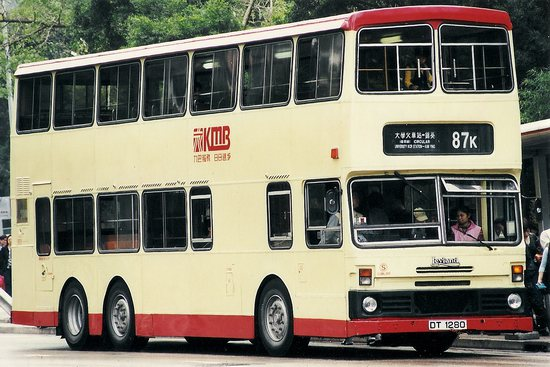
九巴利蘭奧林比安11米非空調巴士，九巴的非空調巴士已經在2012年全部退役
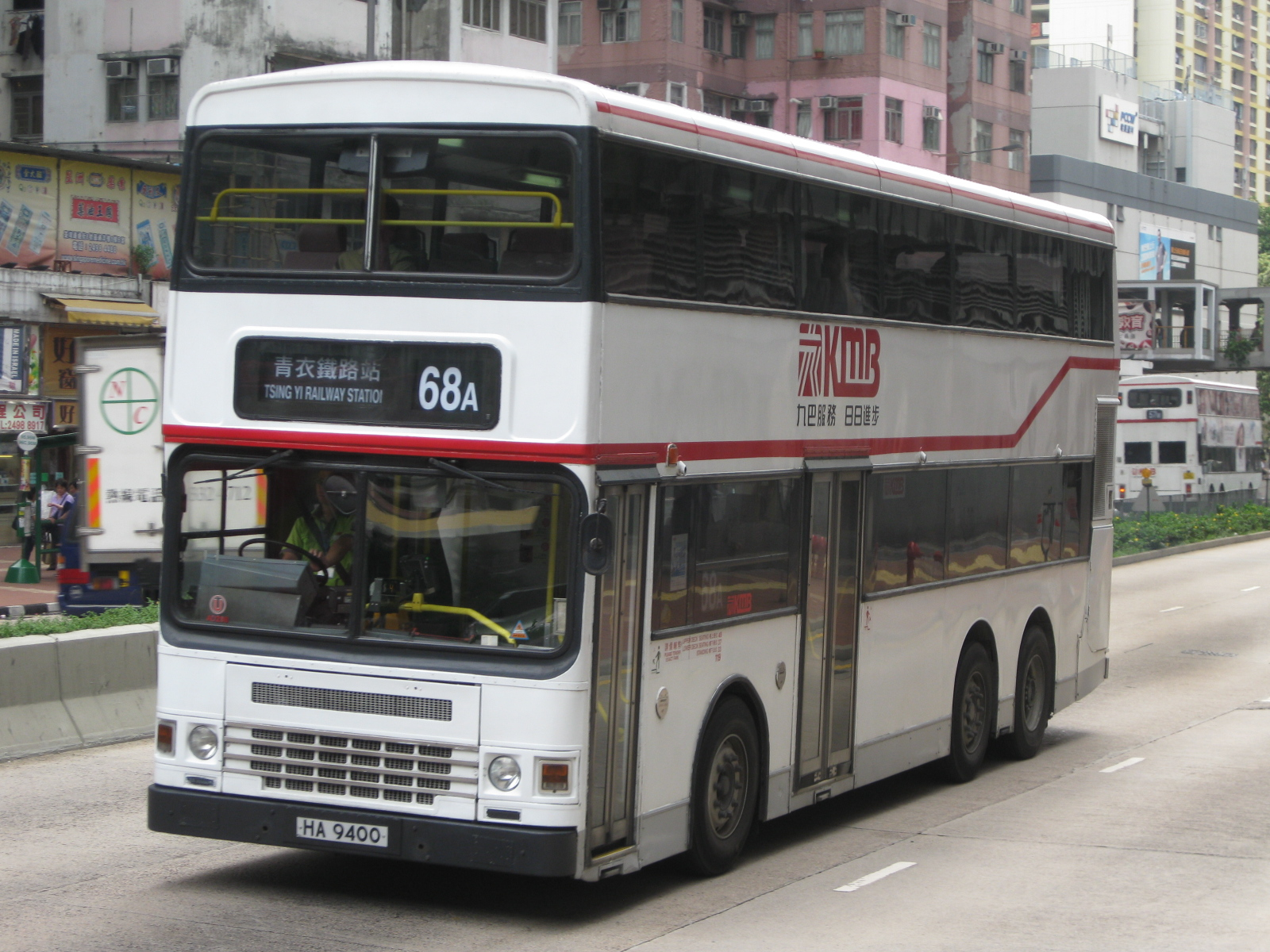
九巴丹尼士巨龍11米空調巴士
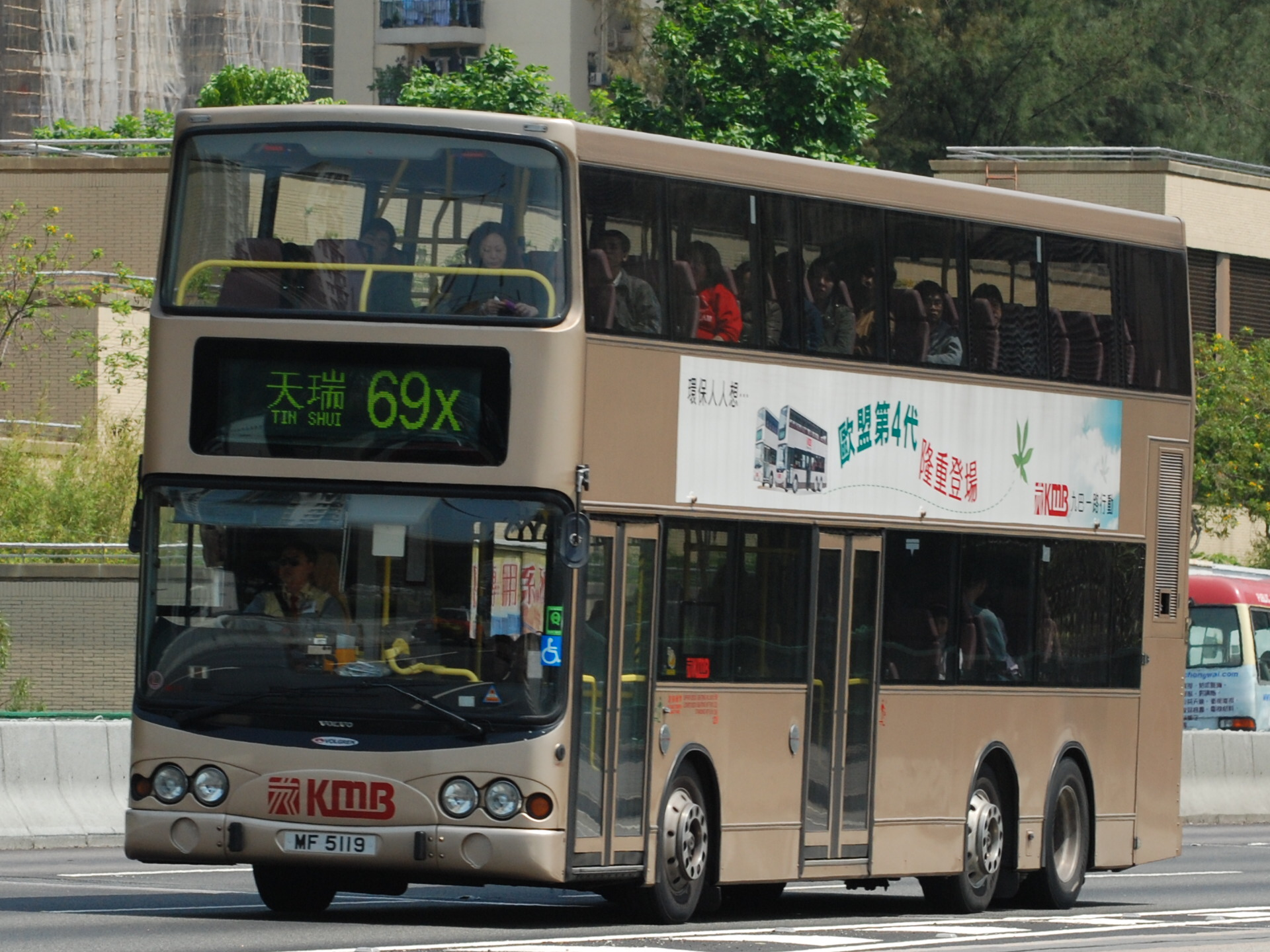
全港首部配有符合歐盟四型標準引擎的巴士
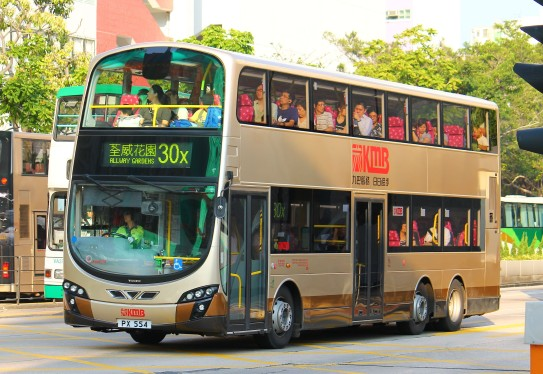
九巴的富豪B9TL歐盟五型環保巴士，配Wright Eclipse Gemini 2車身
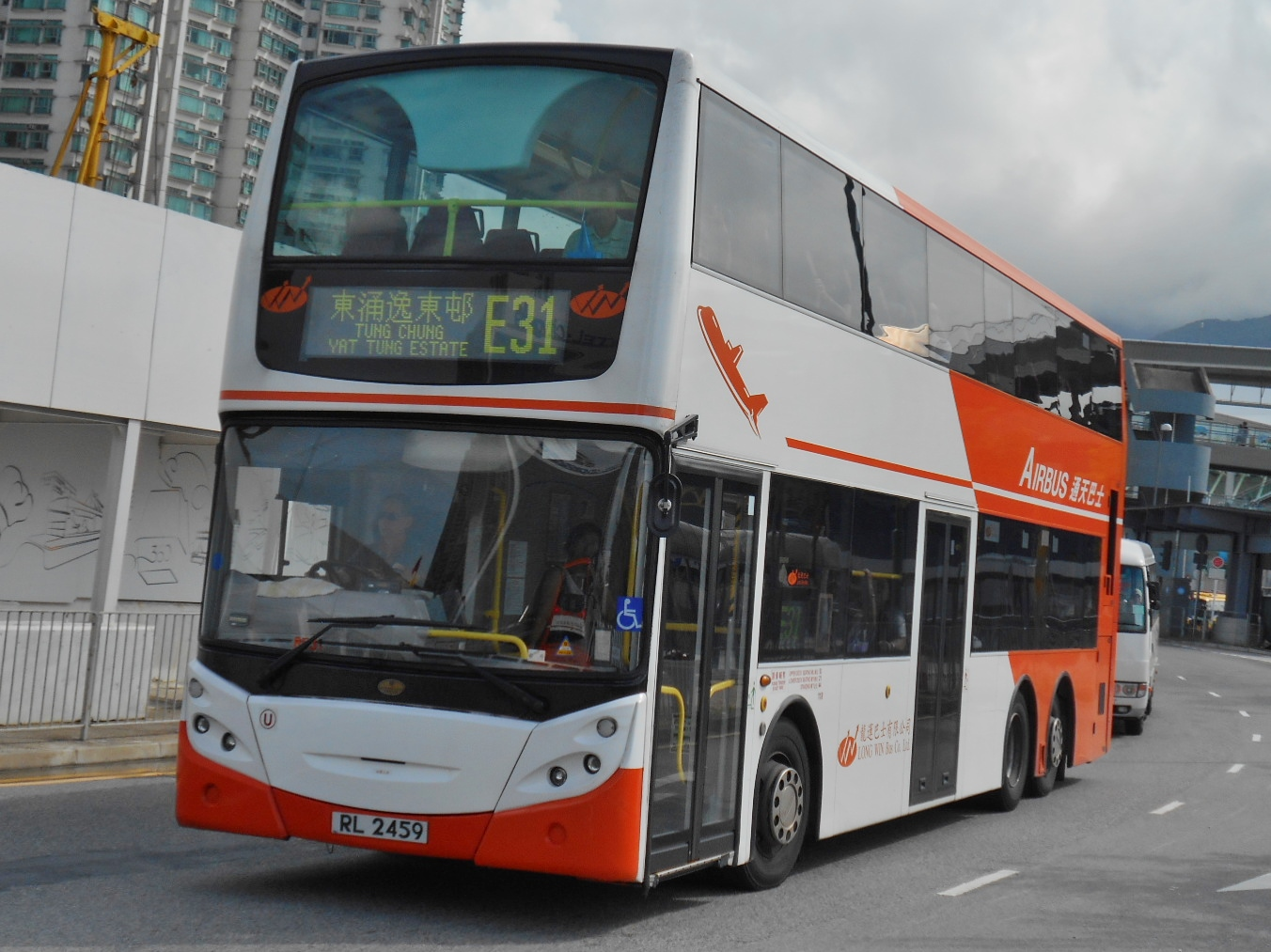
龍運的亞歷山大丹尼士Enviro 500 12米巴士
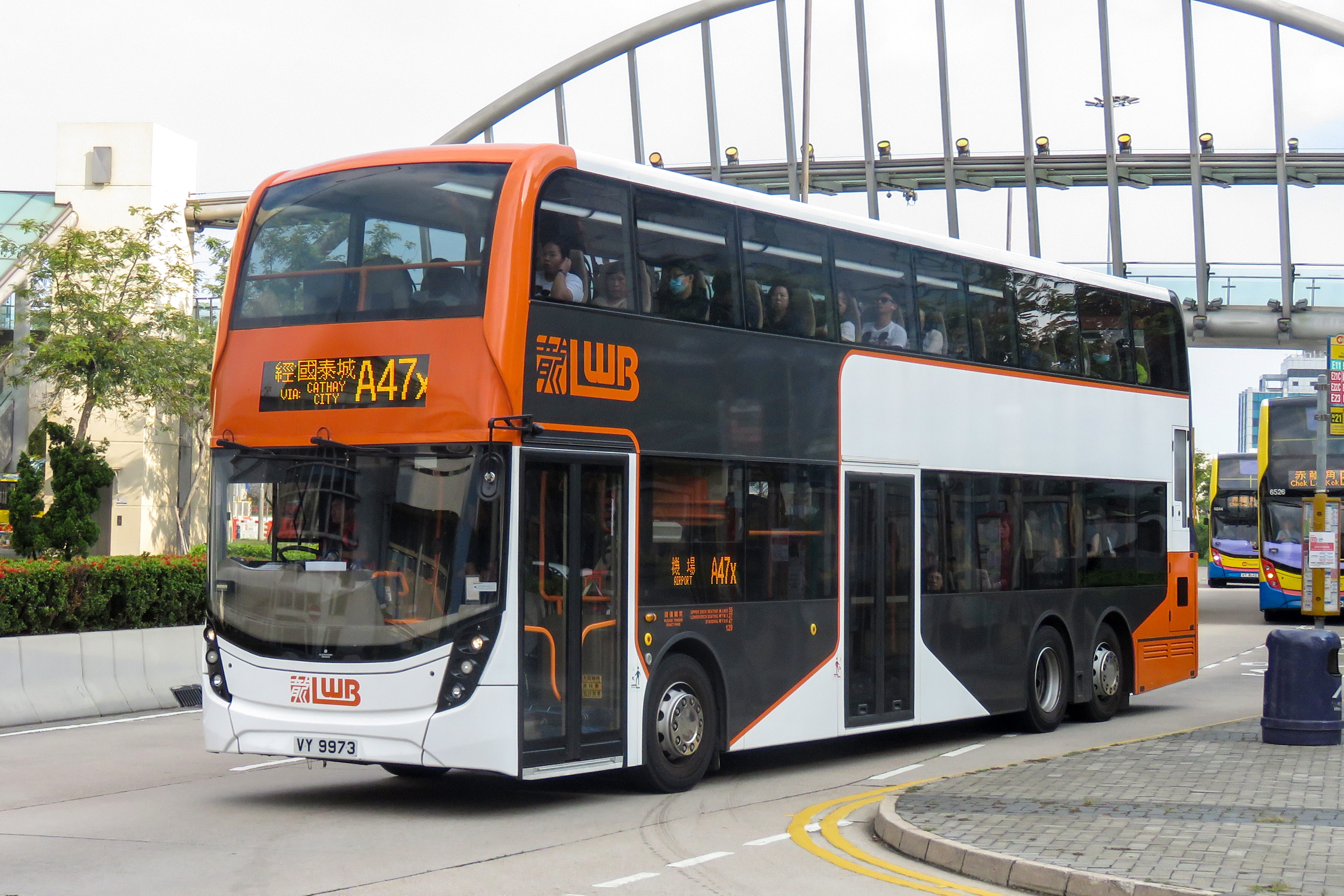
龍運的Enviro 500 MMC 12.8米巴士
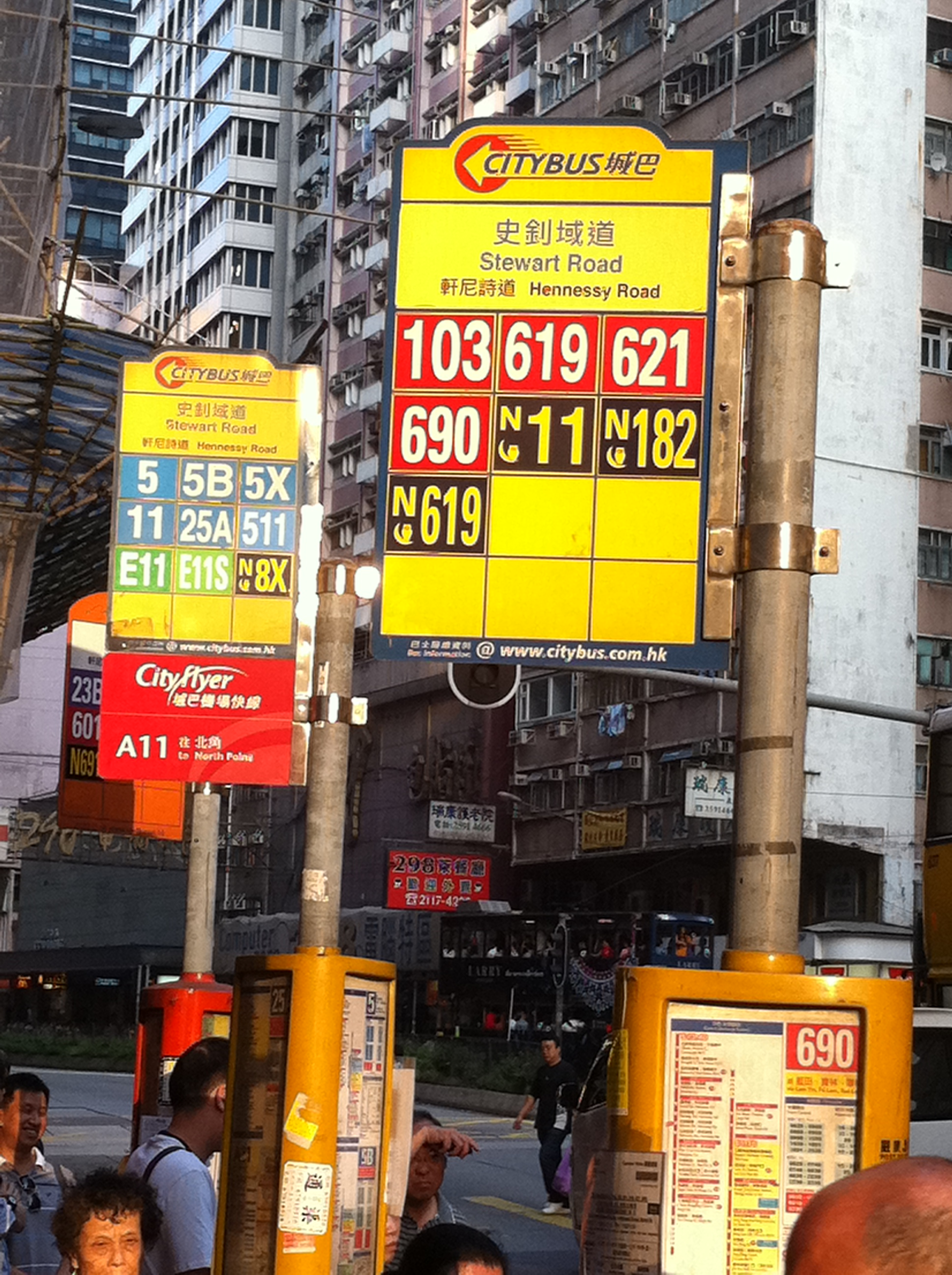
城巴的巴士站站牌
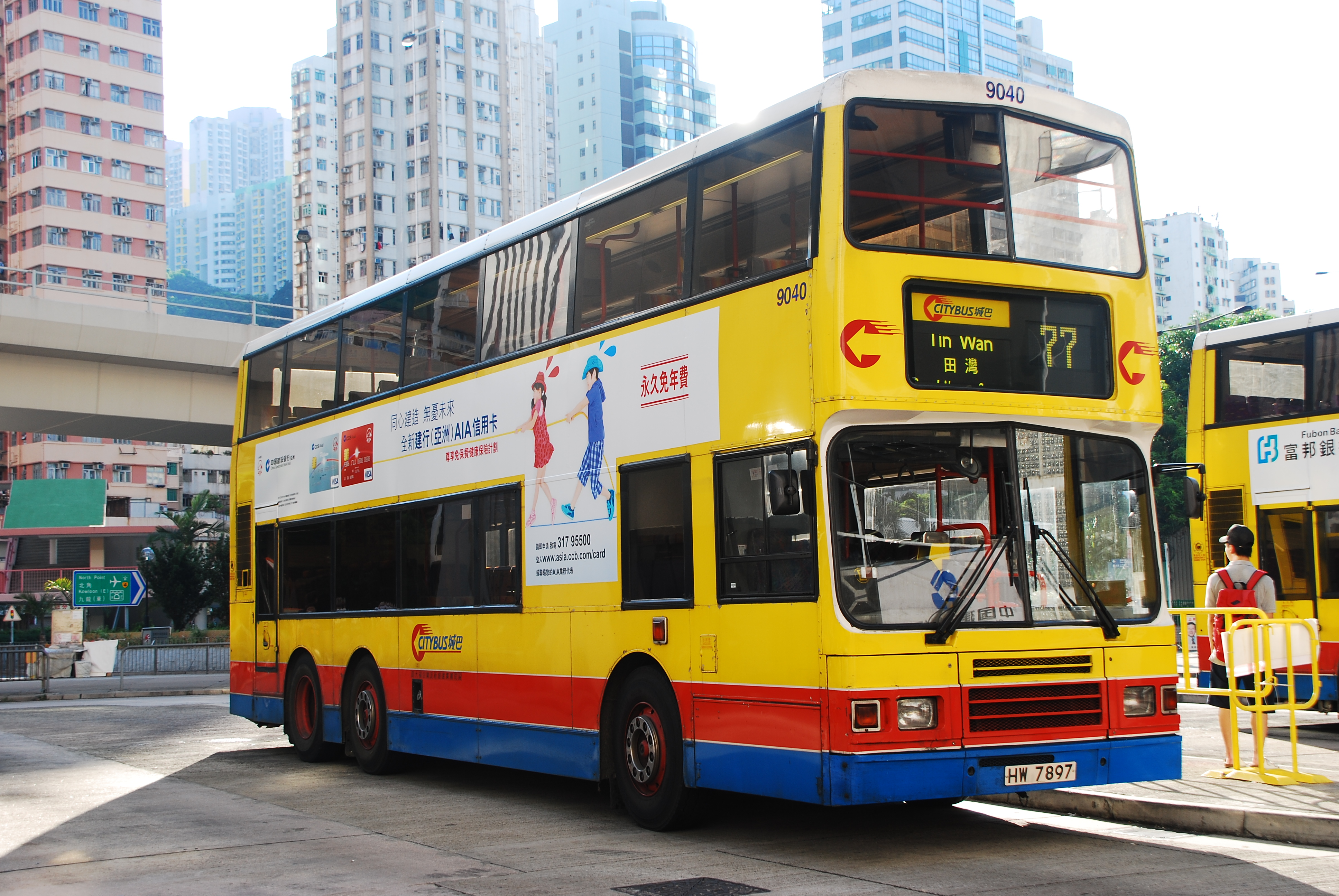
城巴取得中巴其中26條巴士路線的專營權，圖為富豪奧林比安11米巴士
城巴的亞歷山大丹尼士Enviro 500 12米巴士
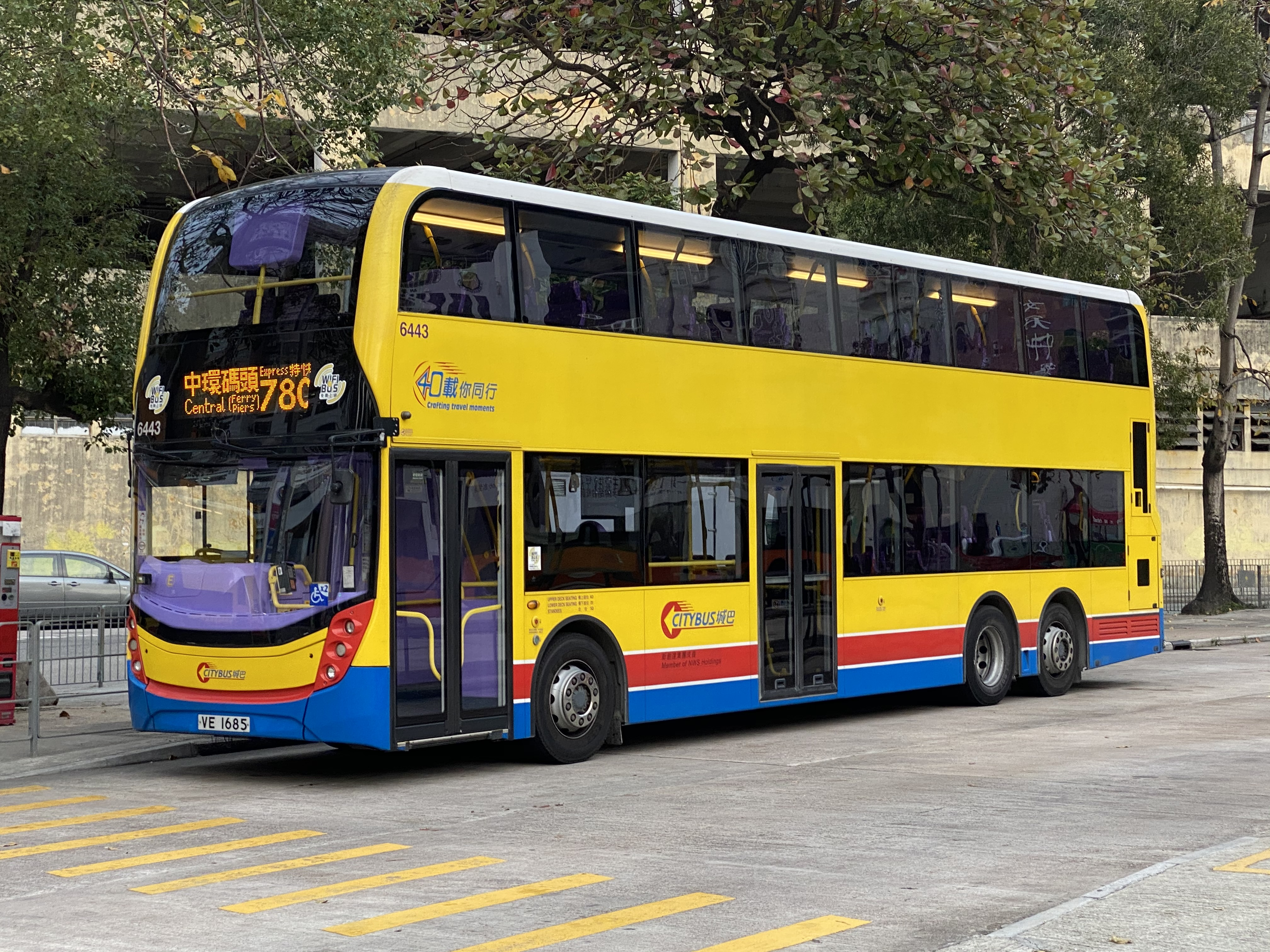
城巴的Enviro 500 MMC歐盟六型12.8米巴士
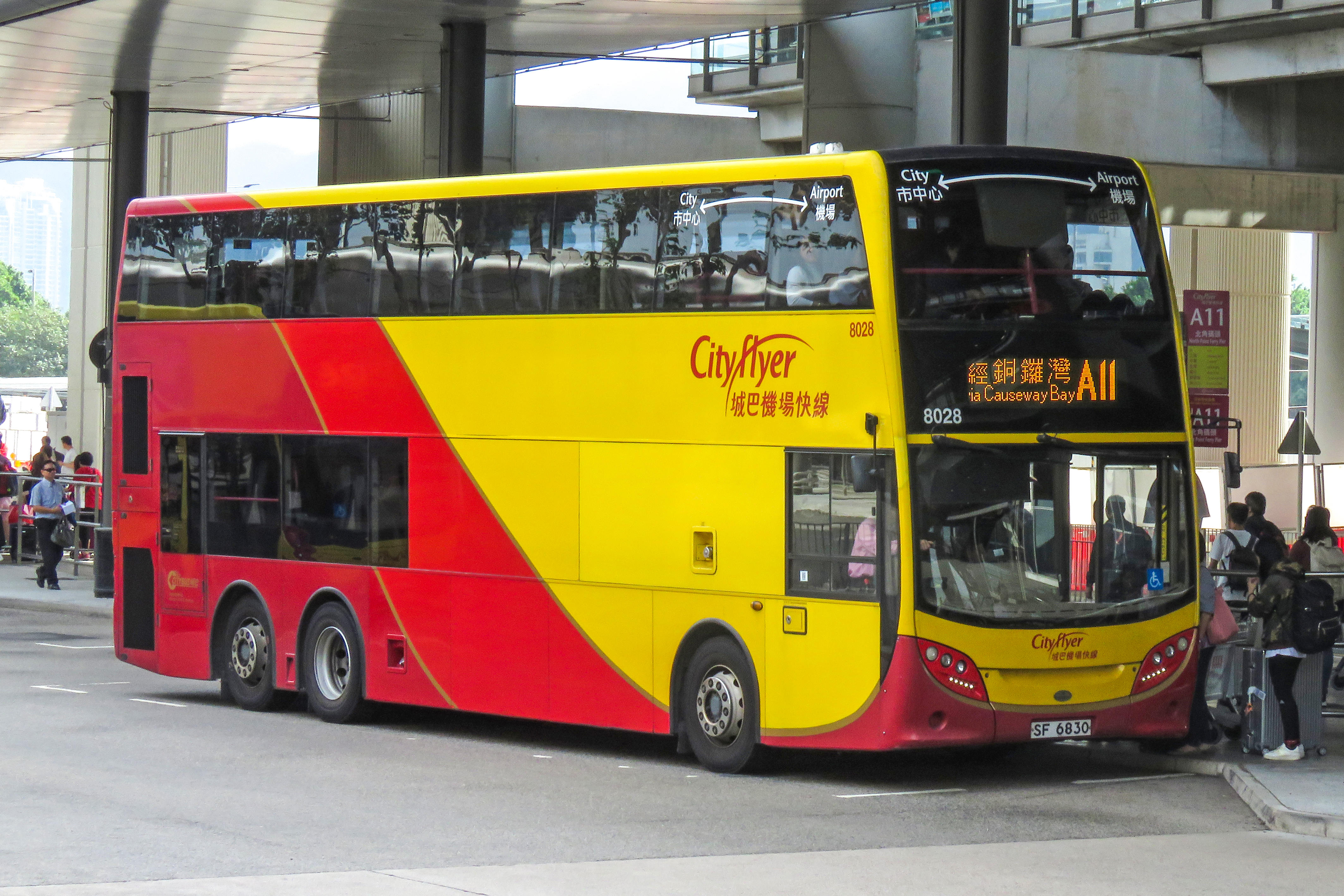
城巴機場快線的Enviro 500 MMC 12米巴士
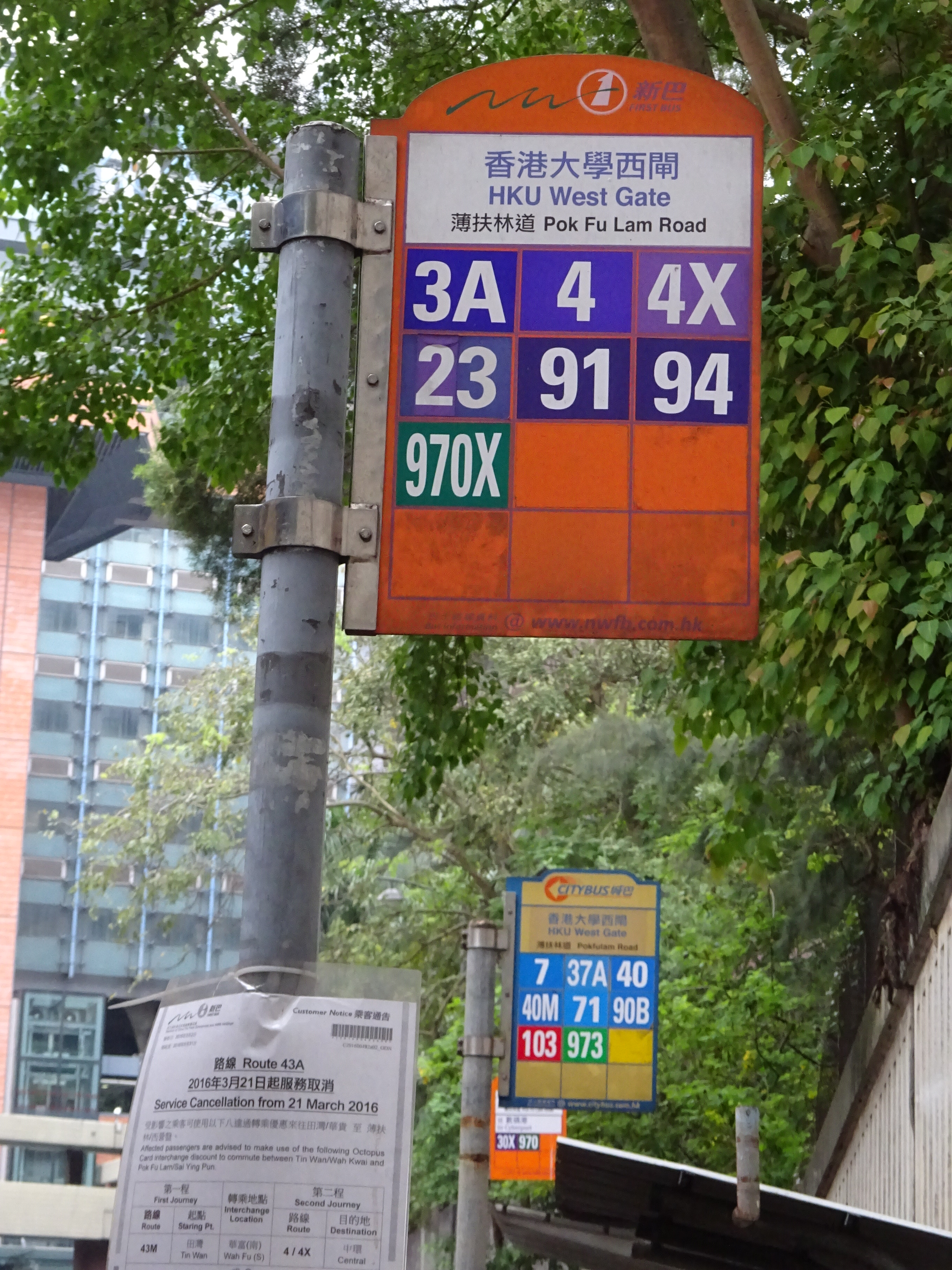
新巴的巴士站站牌
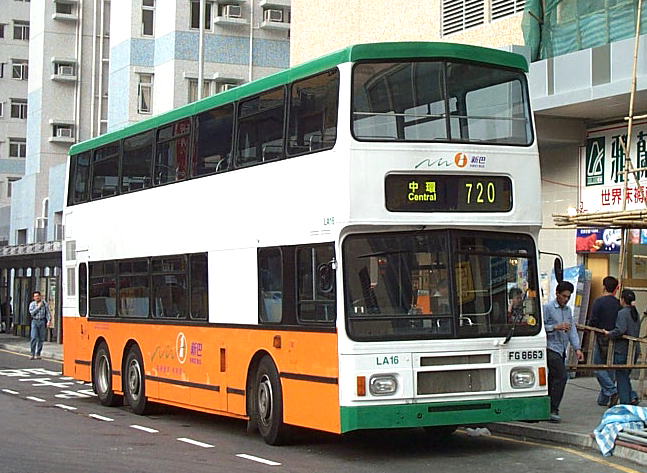
新巴取得專營權後，接收了中巴大部分遺留下來的巴士。圖為利蘭奧林比安，拍攝當時座椅仍是藍色
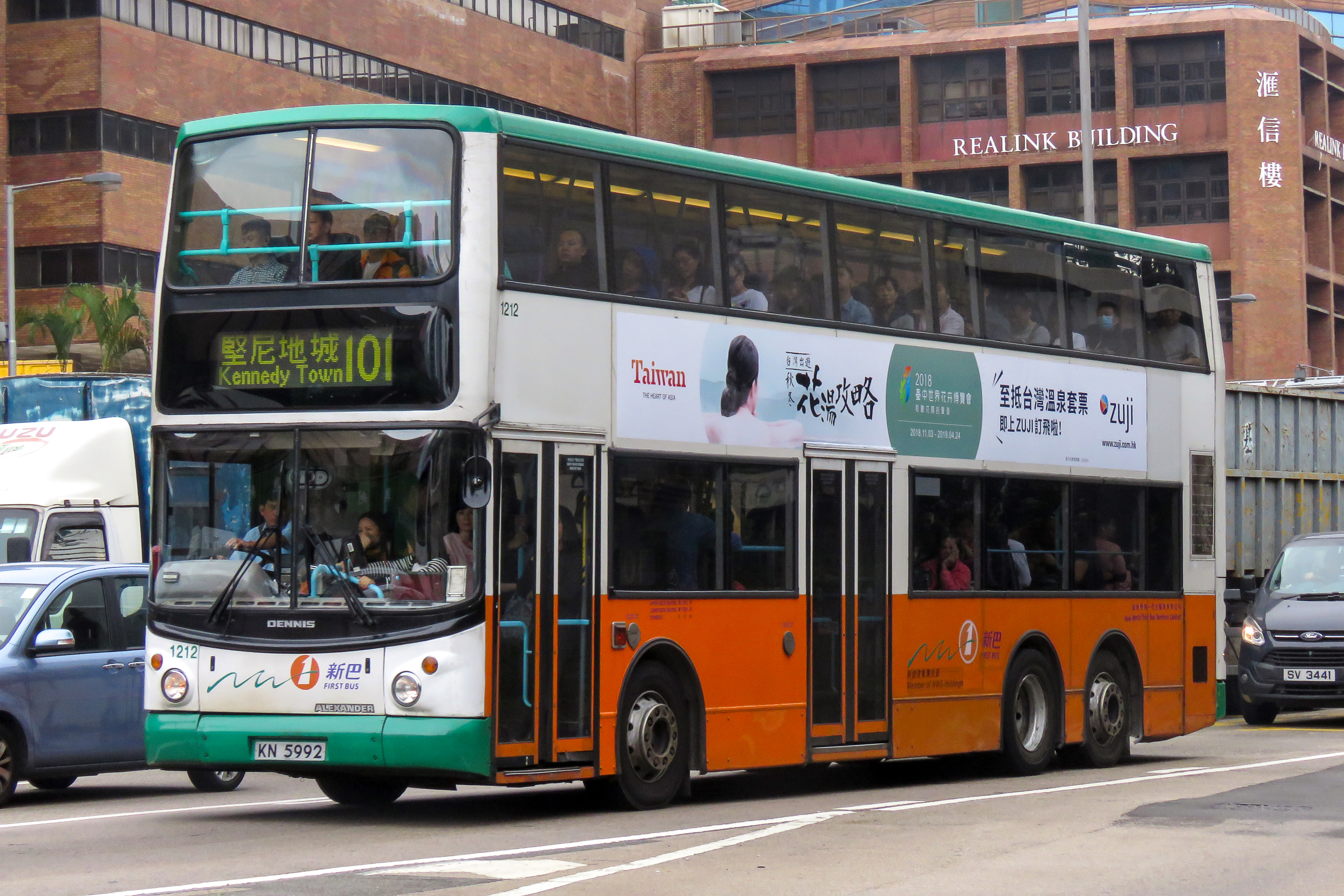
新巴的丹尼士三叉戟 12米巴士
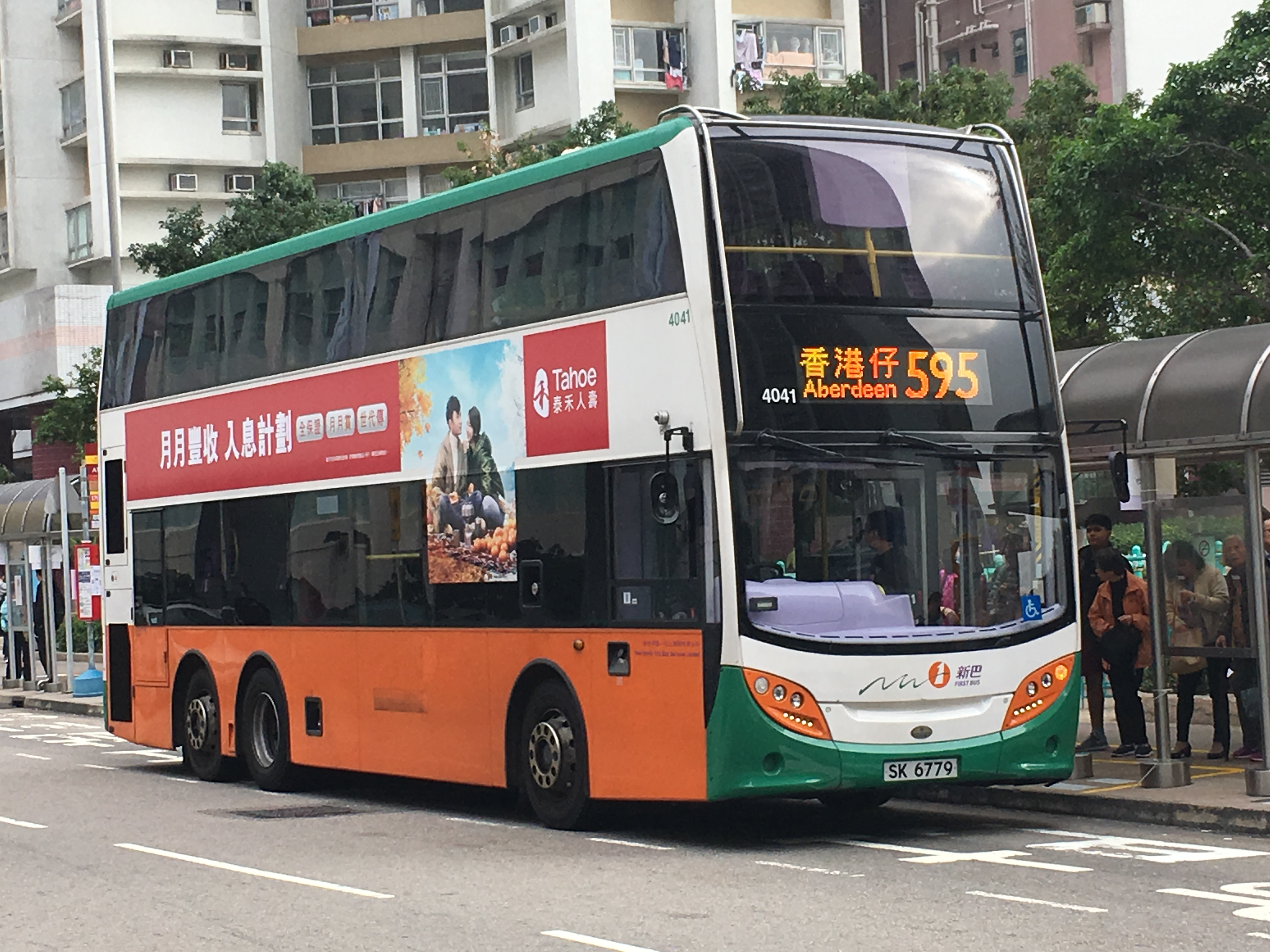
新巴的Enviro 500 MMC 11.3米巴士
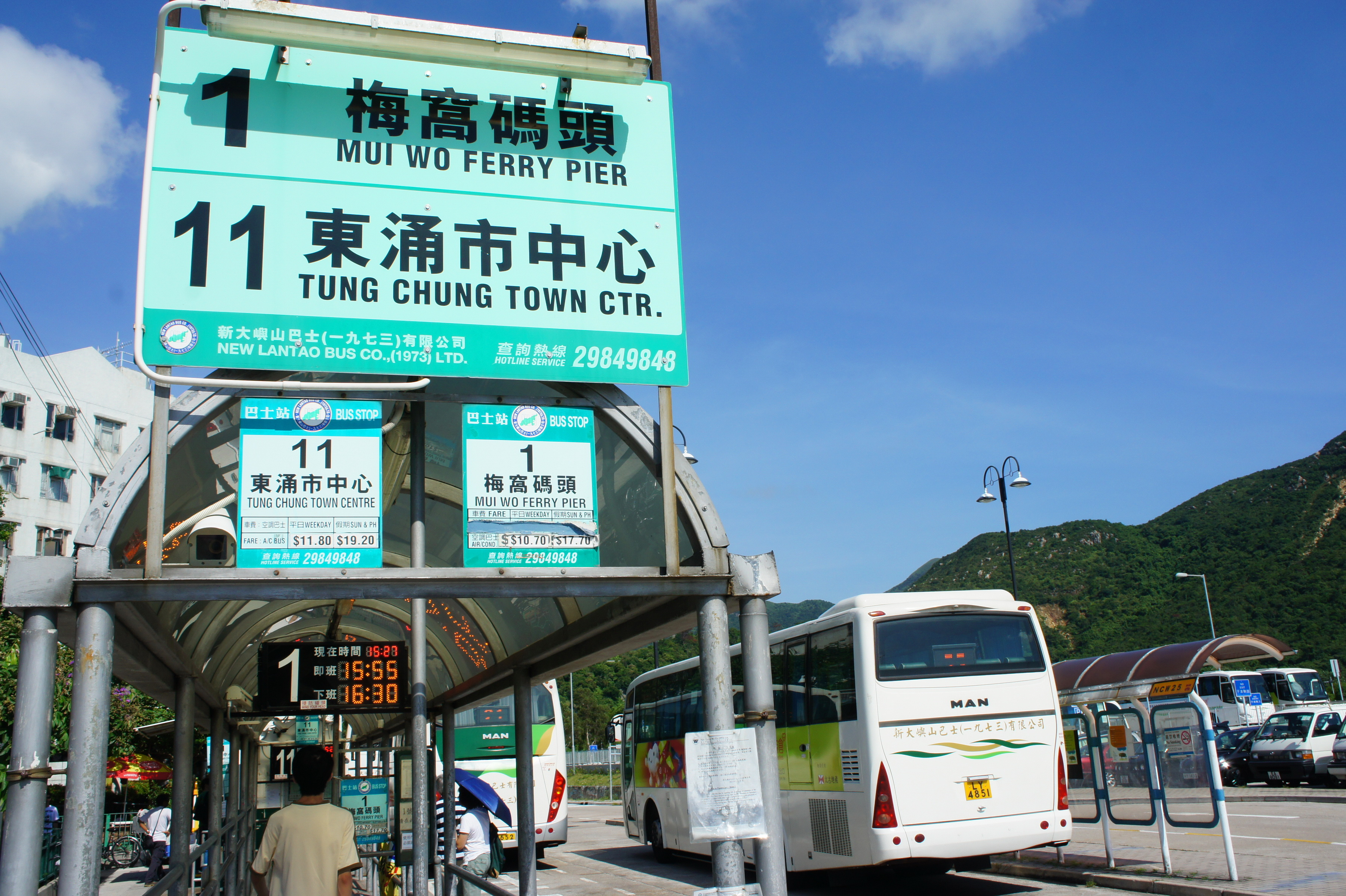
新大嶼山巴士的巴士站站牌
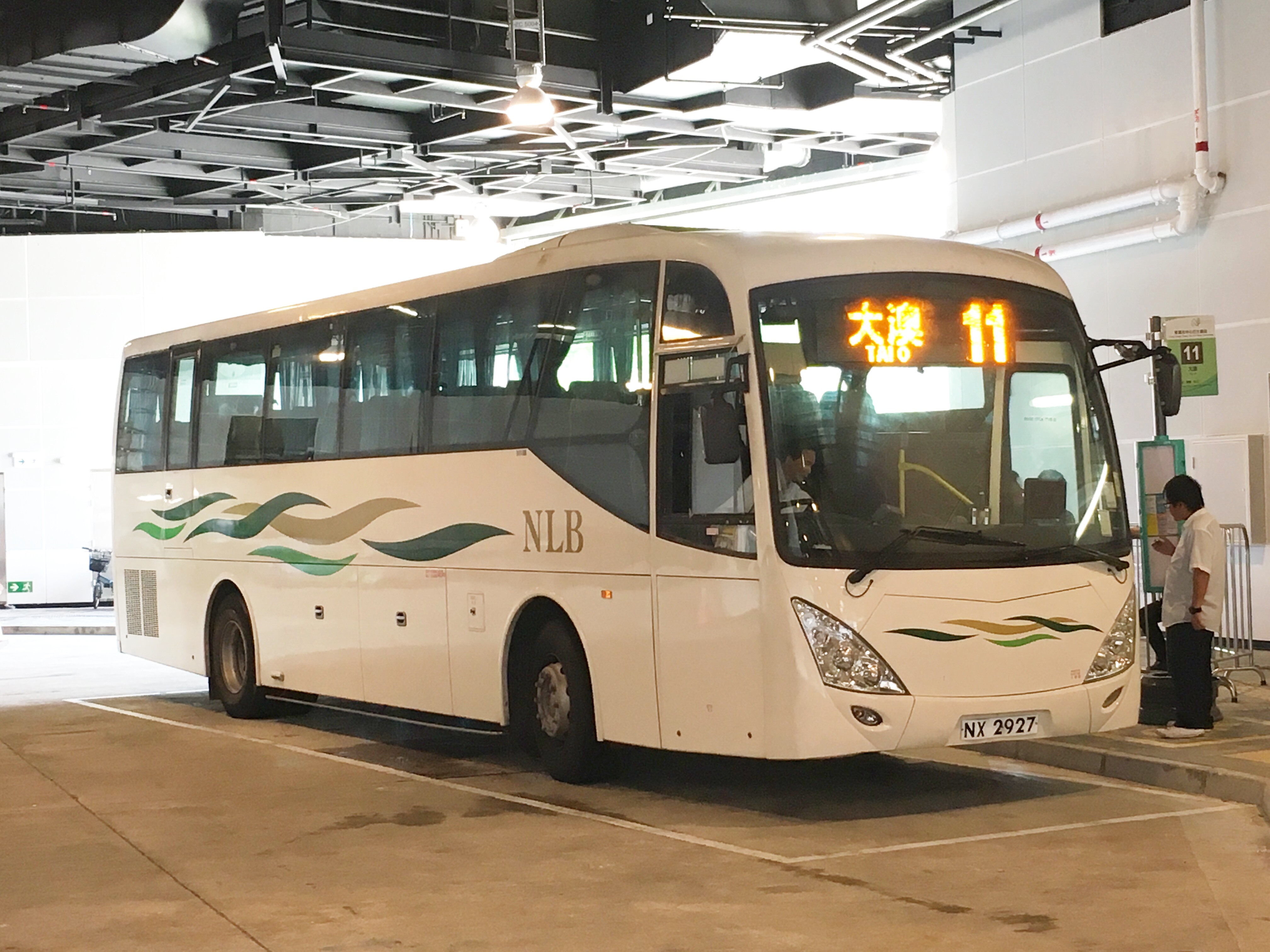
新大嶼山巴士主要以單層巴士行走大嶼山南部和東涌新市鎮的路線
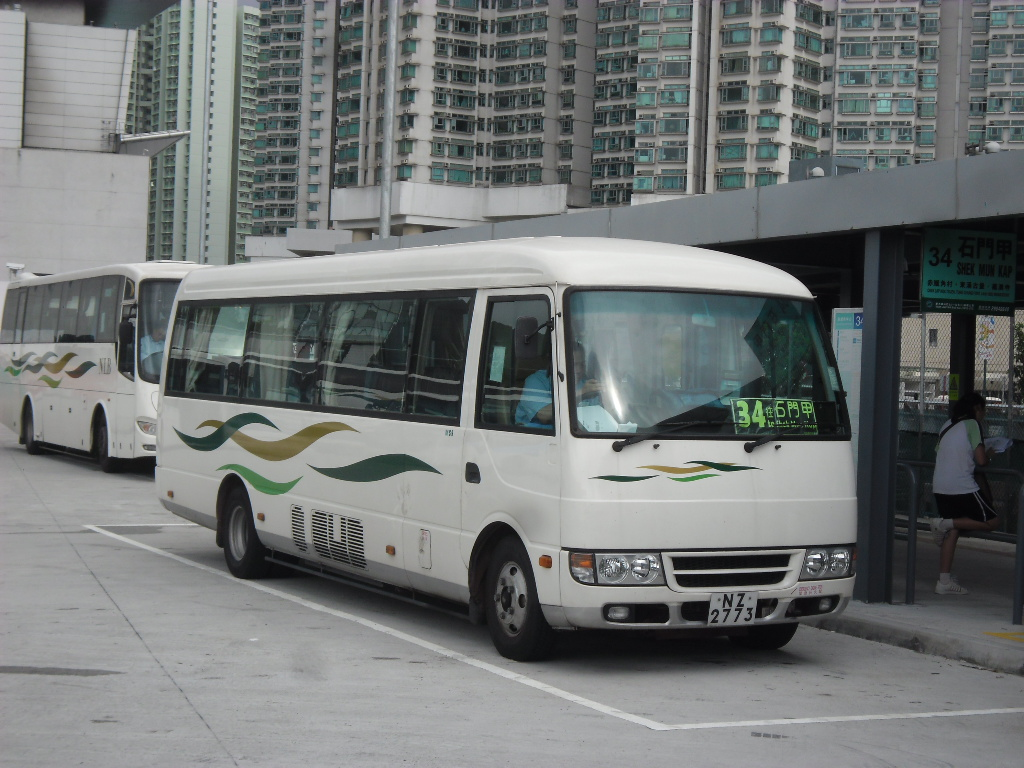
新大嶼山巴士的三菱扶桑Rosa
行走新界西北部地區的港鐵巴士，圖為配Wright Eclipse Gemini 2車身的富豪B9TL 11.3米巴士
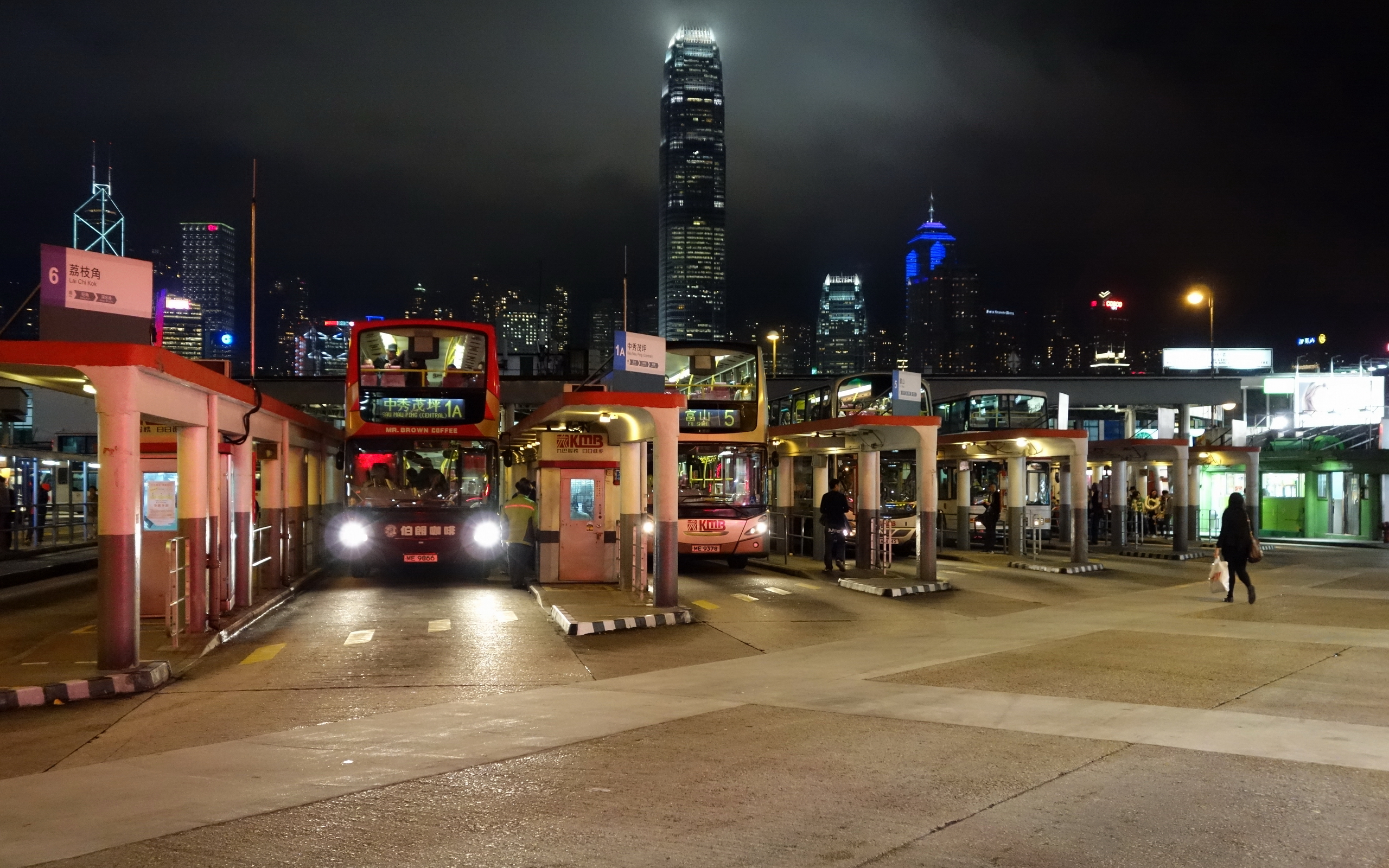
尖沙咀碼頭巴士總站
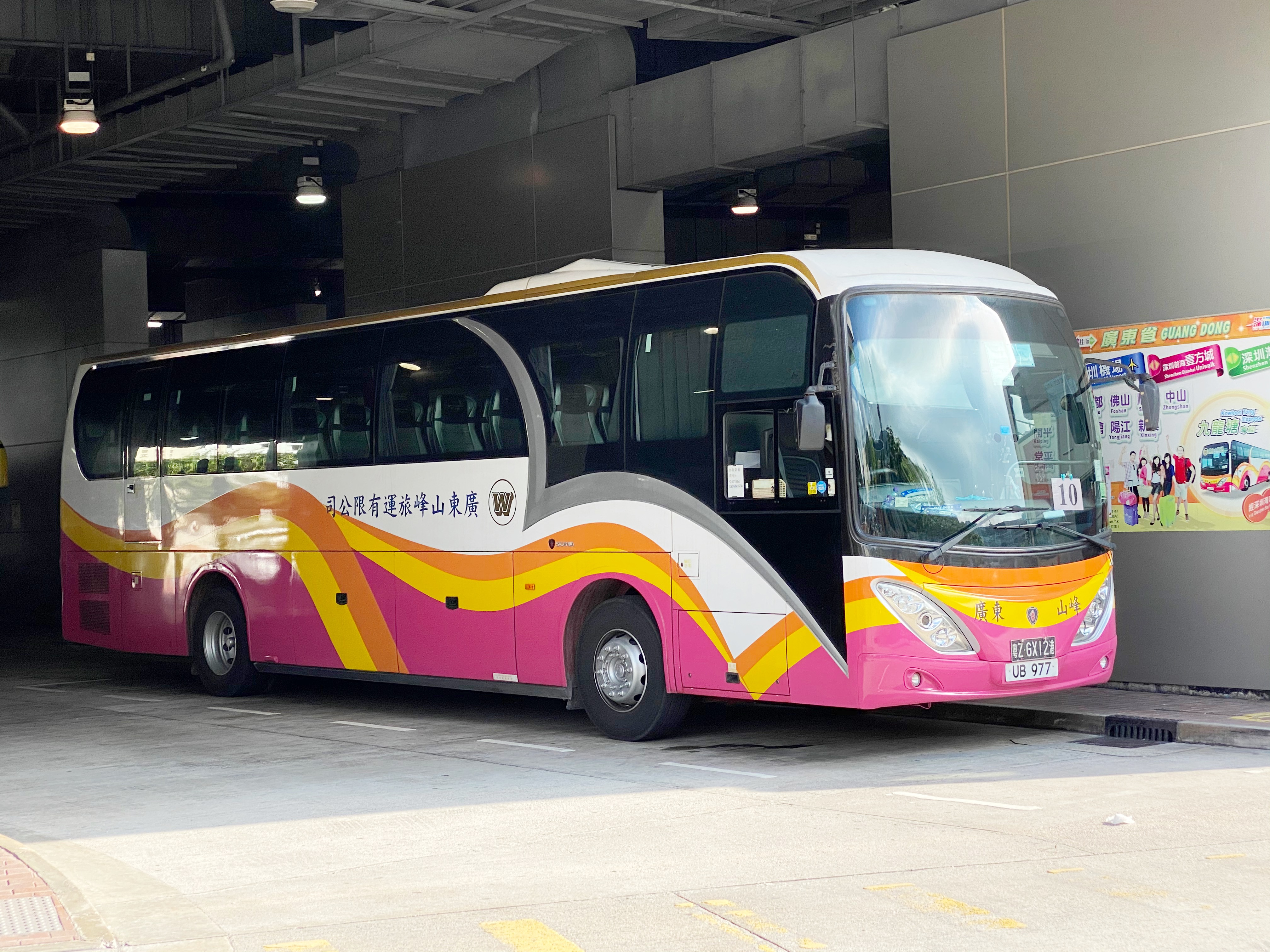
香港跨境巴士
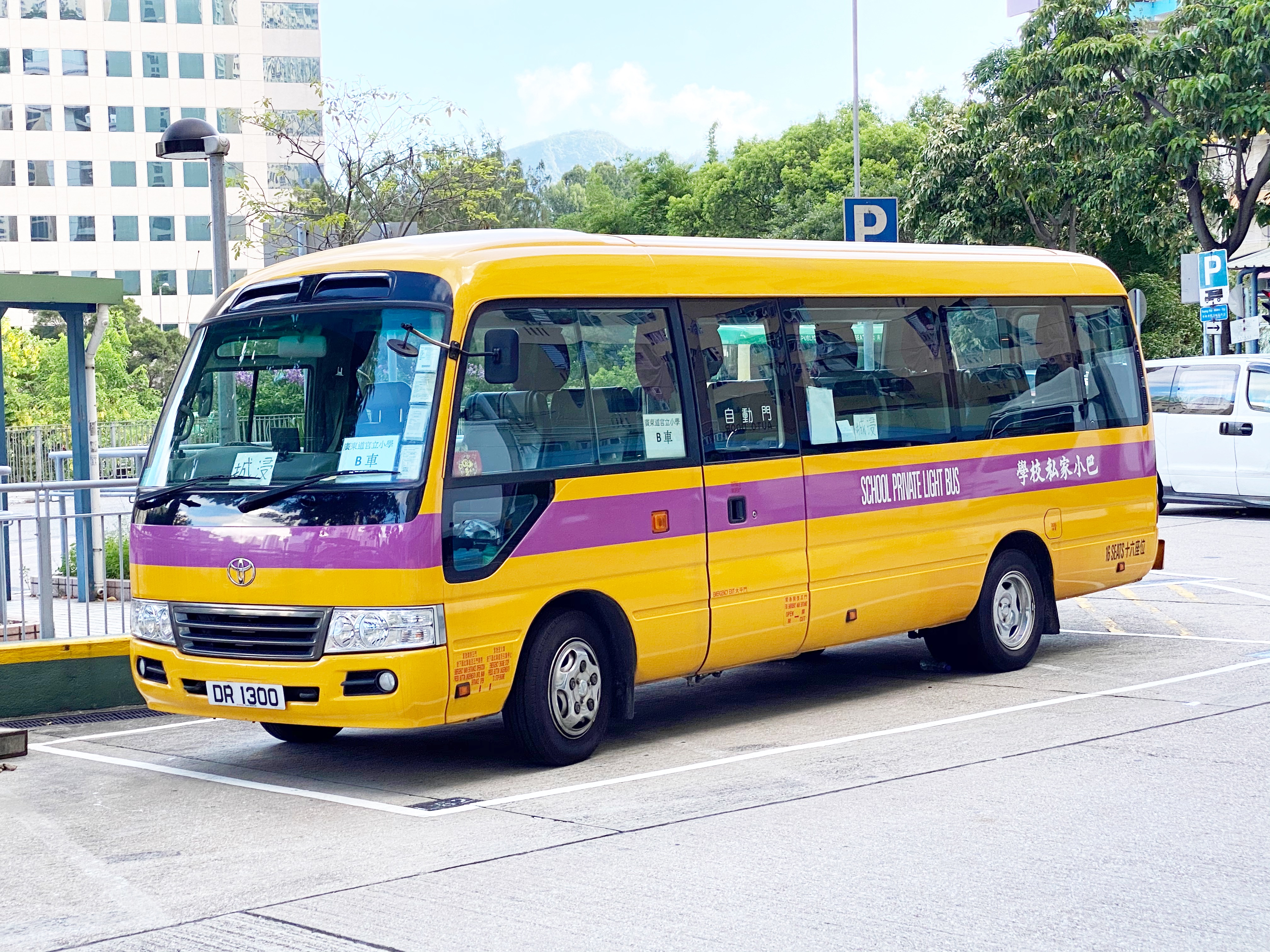
16座學校私家小巴
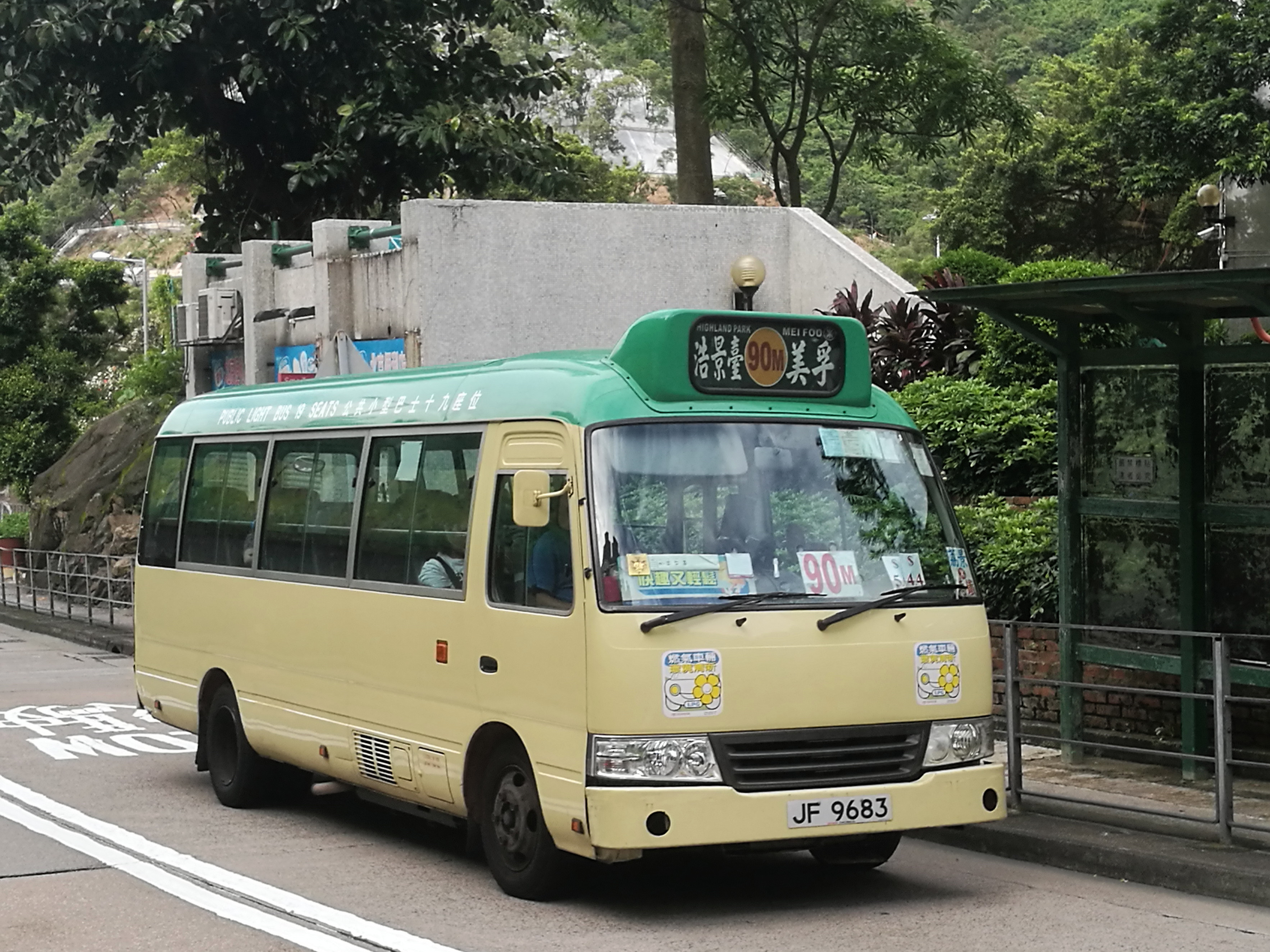
綠色專線小巴
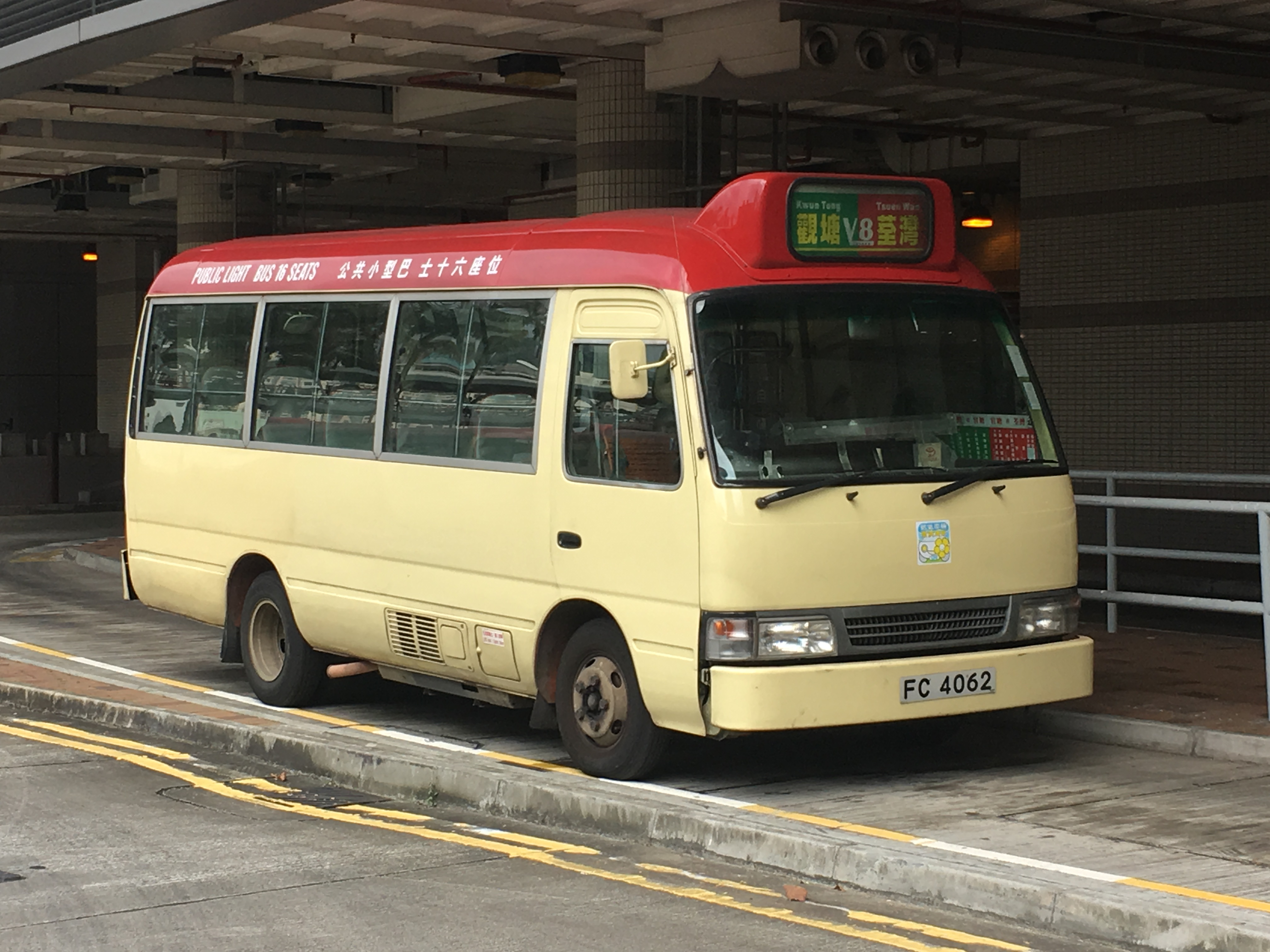
紅色小巴

## 外部連結
- 香港巴士車隊詳細資料 （页面存档备份，存于）
- 香港巴士及鐵路資料中心 （页面存档备份，存于）
- 香港運輸署－非專營巴士服務簡介 （页面存档备份，存于）
- 香港巴士大典